# Hradište (Trenčín)

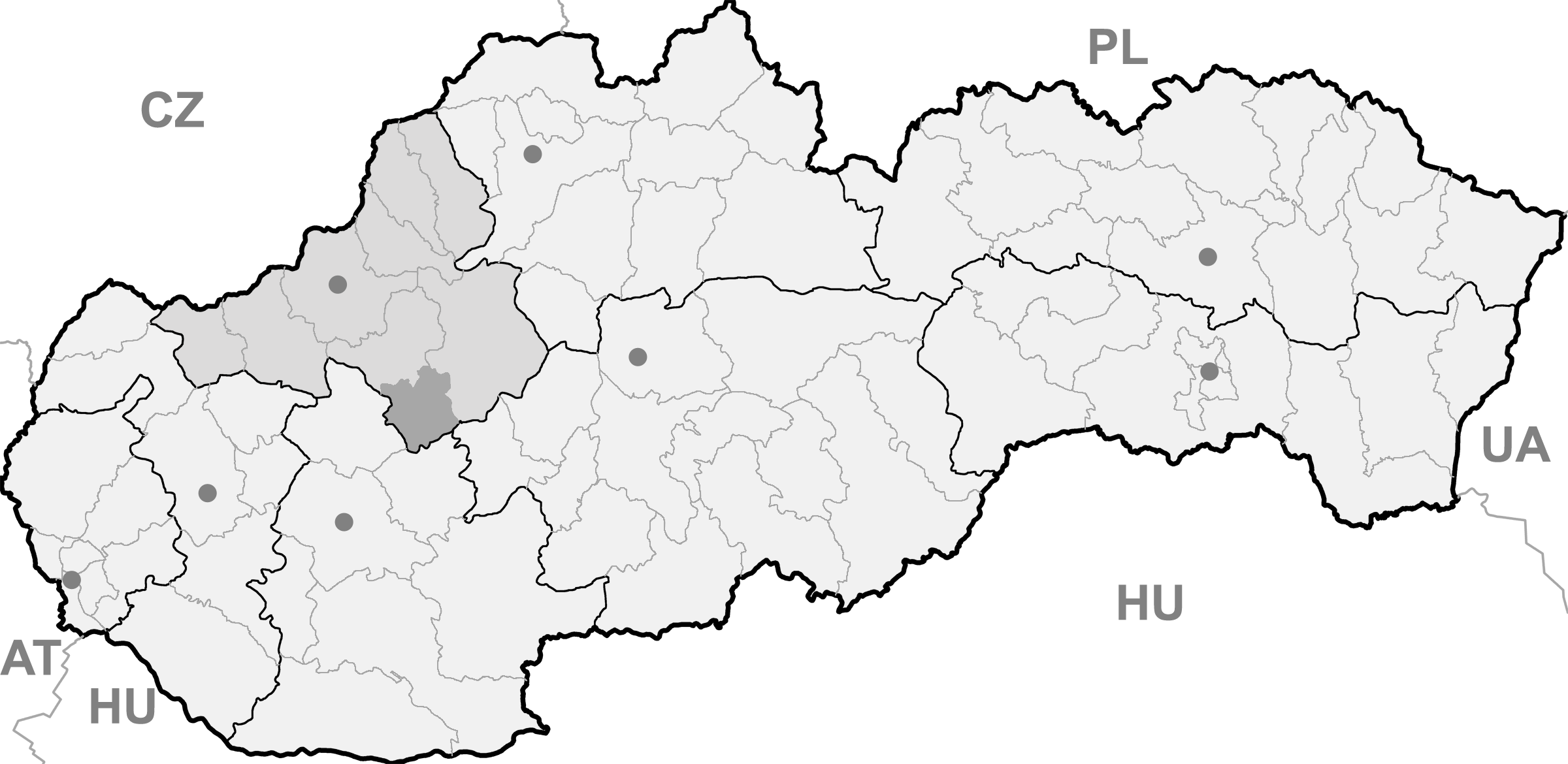
Mapa do município Hradište, da Eslováquia.

Hradište é um município da Eslováquia, situado no distrito de Partizánske, na região de Trenčín. Tem 8,17 km² de área e sua população em 2018 foi estimada em 1.017 habitantes.

## Demografia
| Ano:        | 1994 | 2004   | 2014   | 2024   |
| ----------- | ---- | ------ | ------ | ------ |
| Broj ljudi: | 1084 | 1033   | 1005   | 980    |
| Razlika:    |      | -4,70% | -2,71% | -2,48% |

| Ano:               | 2023 | 2024   |
| ------------------ | ---- | ------ |
| Número de pessoas: | 983  | 980    |
| Diferença:         |      | -0,30% |